# Dichrooscytus alpinus
Dichrooscytus alpinus är en insektsart som beskrevs av Kelton 1972. Dichrooscytus alpinus ingår i släktet Dichrooscytus och familjen ängsskinnbaggar. Inga underarter finns listade i Catalogue of Life.